# Bispira spirobranchia
Bispira spirobranchia är en ringmaskart som först beskrevs av Zachs 1933.  Bispira spirobranchia ingår i släktet Bispira och familjen Sabellidae. Inga underarter finns listade i Catalogue of Life.